# Michael Anthony Epstein
Michael Anthony Epstein CBE, FRS (18 de maio de 1921 – 6 de fevereiro de 2024) foi um dos descobridores do vírus de Epstein-Barr.
Epstein foi educado na St. Paul School, em Londres, Trinity College, Cambridge e Middlesex Hospital Medical School. Epstein era professor de patologia, 1968-1985 (hoje professor emérito) e Chefe de Departamento, 1968-1982 na Universidade de Bristol. Em 1979 ele foi eleito membro da Royal Society of London e foi seu Vice-Presidente de 1986-1991. Ele foi condecorado com a Medalha Real em 1992. Foi premiado com a Ordem do Império Britânico em 1985 e nomeado cavaleiro em 1991. Epstein foi um membro do Wolfson College, Oxford, de 1986 até 2001, e foi membro honorário desde 2001. Em 2006, Epstein recebeu um doutorado em ciência de Bristol. Ele foi um defensor distinto da Associação Humanista Britânica.
Em 1988 foi um dos laureados com o Prêmio Internacional da Fundação Gairdner, "Pela identificação do vírus de Epstein-Barr."